# 景东小叶崖豆
景东小叶崖豆（学名：Millettia pulchra var. parvifolia）为豆科崖豆藤属下的一个变种。

## 扩展阅读
- 維基物種上的相關：景东小叶崖豆